# Arnaldo Melo
Antônio Arnaldo Alves de Melo (Codó, 8 de junho de 1954), é um médico e político brasileiro, filiado ao Progressistas (PP).

## Biografia
Foi eleito deputado estadual pela primeira vez nas eleições de 1990, com 14.244 votos. Foi novamente eleito em 1994, 1998, 2002 e 2006.
Já ocupou o cargo de Secretário de Estado de Desenvolvimento das Cidades do Maranhão (Secid), entre os anos de 2003 e 2005.  Em 2010, foi eleito deputado estadual do Maranhão, pelo sexto mandato consecutivo.
Em 1 de fevereiro de 2011, foi eleito presidente da Assembleia Legislativa do Maranhão para o biênio 2011-2013 e reeleito para o biênio 2013-2015. Em 2011, assumiu interinamente o Governo do Estado do Maranhão, entre os dias 31 de outubro a 3 de novembro.
Assumiu o cargo de governador do Maranhão após a renúncia de Roseana Sarney (MDB) e Max barros assumiu interinamente a presidência da Assembleia. Durante este tempo, reinaugurou o Ginásio Costa Rodrigues. Entregou o cargo para o governador eleito Flávio Dino em 1º de janeiro de 2015, retornando para a Assembleia Legislativa. 
Em 2018, foi eleito para o sétimo mandato de deputado estadual com 35.996 votos. Reeleito em 2022, com 39.546 votos.
É casado com Valderêz Maria Couto de Melo, ex-prefeita de Passagem Franca e pai de quatro filhas, entre elas, a médica Nina Melo, ex-deputada estadual.